# Cosmopterix geminella
Cosmopterix geminella là một loài bướm đêm thuộc họ Cosmopterigidae. Nó được tìm thấy ở Nga (vùng Amur và Primorye).